# Мужская волейбольная Евролига 2006
3-й розыгрыш мужской волейбольной Евролиги — международного турнира по волейболу среди мужских национальных сборных стран-членов ЕКВ — прошёл с 21 июля по 20 августа 2006 года в 9 городах 8 стран с участием 8 команд. Финальный этап был проведён в Измире (Турция). Победителем турнира стала сборная Нидерландов.

## Команды-участницы
Германия, Греция, Испания, Нидерланды, Словакия, Турция, Хорватия, Эстония. 

## Система проведения розыгрыша
Соревнования состояли из предварительного и финального этапов. На предварительном этапе 8 команд-участниц выступали по туровой системе. В каждом туре (всего их было четыре) команды делились на четвёрки и проводили в них однокруговые турниры. Все результаты шли в общий зачёт. В играх финального этапа, проводившегося по системе плей-офф, участвовали три лучшие команды по итогам предварительного этапа и сборная Турции (хозяин финала). 

## Предварительный этап
21 июля — 13 августа

### Турнирная таблица
| М | Команда    | И  | В  | П  | С/П   | О  |
| - | ---------- | -- | -- | -- | ----- | -- |
| 1 | Нидерланды | 12 | 12 | 0  | 36:9  | 24 |
| 2 | Хорватия   | 12 | 8  | 4  | 28:19 | 20 |
| 3 | Греция     | 12 | 7  | 5  | 25:19 | 19 |
| 4 | Германия   | 12 | 6  | 6  | 26:22 | 18 |
| 5 | Турция     | 12 | 6  | 6  | 24:24 | 18 |
| 6 | Испания    | 12 | 6  | 6  | 21:25 | 18 |
| 7 | Словакия   | 12 | 2  | 10 | 15:30 | 14 |
| 8 | Эстония    | 12 | 1  | 11 | 7:34  | 13 |

### 1-й тур
21—23 июля

#### Группа 1
Анкара. 
21.07: Испания — Германия 3:1 (22:25, 25:20, 25:21, 25:22); Нидерланды — Турция 3:1 (21:25, 25:19, 28:26, 25:16).
22.07: Нидерланды — Германия 3:2 (25:23, 27:25, 21:25, 22:25, 15:10); Турция — Испания 3:2 (19:25, 25:22, 21:25, 25:17, 15:12).
23.07: Нидерланды — Испания 3:0 (25:19, 25:15, 25:16); Турция — Германия 3:0 (25:23, 25:20, 25:23).

#### Группа 2
Ламия.
21.07: Хорватия — Эстония 3:0 (25:16, 25:14, 25:19); Греция — Словакия 3:0 (25:16, 25:14, 25:22).
22.07: Хорватия — Словакия 3:1 (25:23, 25:19, 23:25, 25:21); Греция — Эстония 3:1 (27:25, 23:25, 25:13, 25:23).
23.07: Словакия — Эстония 3:0 (25:21, 25:21, 25:23); Хорватия — Греция 3:2 (24:26, 25:22, 22:25, 25:22, 15:11).

### 2-й тур
28—30 июля

#### Группа 3
Вальядолид. 
28.07: Хорватия — Турция 3:1 (26:28, 25:23, 26:24, 25:18); Испания — Эстония 3:0 (26:24, 25:22, 25:13).
29.07: Хорватия — Эстония 3:0 (25:19, 25:19, 33:31); Турция — Испания 3:1 (20:25, 25:20, 33:31, 25:22).
30.07: Испания — Хорватия 3:2 (25:20, 21:25, 28:26, 21:25, 17:15); Турция — Эстония 3:2 (25:27, 23:25, 25:18, 25:18, 15:10).

#### Группа 4
Роттердам.
28.07: Германия — Греция 3:1 (25:20, 16:25, 27:25, 28:26); Нидерланды — Словакия 3:0 (34:32, 25:18, 25:21).
29.07: Греция — Словакия 3:2 (22:25, 27:25, 25:21, 22:25, 15:13); Нидерланды — Германия 3:2 (25:20, 17:25, 25:16, 15:25, 15:11).
30.07: Германия — Словакия 3:2 (18:25, 23:25, 25:23, 26:24, 15:8); Нидерланды — Греция 3:0 (25:23, 25:18, 25:22).

### 3-й тур
4—6 августа

#### Группа 5
Раквере. 
4.08: Нидерланды — Испания 3:0 (25:21, 25:16, 25:23); Эстония — Словакия 3:1 (25:15, 23:25, 25:18, 25:20).
5.08: Испания — Эстония 3:1 (25:20, 25:16, 22:25, 25:16); Нидерланды — Словакия 3:0 (25:18, 25:20, 25:23).
6.08: Нидерланды — Эстония 3:0 (25:23, 25:19, 31:29); Словакия — Испания 3:0 (25:22, 25:18, 25:21).

#### Группа 6
Загреб.
4.08: Германия — Греция 3:1 (22:25, 25:16, 25:13, 25:22); Хорватия — Турция 3:2 (22:25, 24:26, 25:20, 25:20, 15:9).
5.08: Германия — Турция 3:0 (25:22, 25:22, 25:21); Греция — Хорватия 3:0 (25:19, 25:22, 25:23).
6.08: Греция — Турция 3:0 (25:22, 25:21, 25:20); Хорватия — Германия 3:1 (25:23, 25:20, 22:25, 25:22).

### 4-й тур
11—13 августа

#### Группа 7
Прешов. 
11.08: Турция — Словакия 3:1 (25:22, 20:25, 25:22, 25:13); Греция — Испания 3:0 (25:20, 25:17, 25:21).
12.08: Испания — Словакия 3:1 (25:22, 16:25, 25:23, 25:22); Турция — Греция 3:0 (25:19, 28:26, 25:19).
13.08: Греция — Словакия 3:1 (25:23, 25:21, 23:25, 27:25); Испания — Турция 3:2 (23:25, 25:22, 25:19, 23:25, 15:13).

#### Группа 8
Берлин.
11.08: Нидерланды — Хорватия 3:2 (25:15, 25:20, 24:26, 22:25, 15:12); Германия — Эстония 3:0 (25:20, 27:25, 25:16).
12.08: Нидерланды — Эстония 3:0 (25:19, 25:23, 25:22); Германия — Хорватия 3:0 (25:22, 25:18, 25:18).
13.08: Хорватия — Эстония 3:0 (25:22, 25:20, 31:29); Нидерланды — Германия 3:2 (19:25, 25:23, 20:25, 25:22, 15:11).

## Финальный этап
19—20 августа.  Измир

### Полуфинал
19 августа
Нидерланды — Турция 3:2 (23:25, 25:22, 23:25, 25:23, 17:15)
Хорватия — Греция 3:1 (22:25, 25:21, 25:16, 28:26)

### Матч за 3-е место
20 августа
Греция — Турция 3:2 (22:25, 21:25, 25:20, 25:21, 15:10).

### Финал
20 августа
Нидерланды — Хорватия 3:1 (19:25, 25:20, 25:21, 27:25).

## Итоги

### Положение команд
| Нидерланды  |
| Хорватия    |
| Греция      |
| 4. Турция   |
| 5. Германия |
| 6. Испания  |
| 7. Словакия |
| 8. Эстония  |

### Призёры
Нидерланды: Дирк-Ян ван Гендт, Нико Фрерикс, Гёйдо Гёртцен, Крис ван дер Вель, Марко Клок, Йерун Раувердинк, Ян-Виллем Сниппе, Витце Койстра, Рихард Радемакер, Яйро Хой, Михаэль Олиман, Роб Бонтье. Главный тренер — Петер Бланже. 
  Хорватия: Тимофей Жуковский, Даниэль Галич, Дарко Ноич, Игор Ормчен, Симе Вулин, Юри Борискевич, Драган Пулич, Марио Желич, Тони Ковачевич, Томислав Чошкович, Инослав Крнич, Роко Сикирич. Главный тренер — Радован Малевич. 
  Греция: Эфстратиос Нтонас, Сотириос Цергас, Георгиос Стефану, Константинос Прусалис, Димитриос Ризопулос, Иоаннис Кириакидис, Николаос Румелиотис, Николаос Смарагдис, Андреас Андреадис, Сотириос Панталеон, Илиас Лаппас, Клеоменис Румелиотис. Главный тренер — К.Харитонидис.

### Индивидуальные призы
MVP:  Гёйдо Гёртцен
Лучший нападающий:  Михаэль Олиман
Лучший блокирующий:  Сотириос Панталеон
Лучший на подаче:  Томислав Чошкович
Лучший на приёме:  Марко Клок
Лучший связующий:  Инослав Крнич
Лучший либеро:  Мури Шахин
Самый результативный:  Игор Ормчен